# Оирасэ (река)
Оирасэ  (яп. 奥入瀬川 Оирасэ-гава) — река в Японии. Протекает на востоке префектуры Аомори, в регионе Тохоку на севере Японии.
Берёт начало из озера Товада, расположенного на границе префектур Аомори и Акита, самого крупного кратерного озера на острове Хонсю, Япония. Река течет в восточном направлении, через муниципалитеты Товада, Рокунохе, Оирасе и Хатинохе в уезде Камикита перед выходом в Тихий океан.
Верховья реки образует живописное ущелье с многочисленными порогами и водопадами и являются одной из главных туристических достопримечательностей национального парка Товада-Хатимантай.
В 1996 году звук течения воды реки Оирасэ был выбран Министерством окружающей среды Японии как один из 100 звуковых ландшафтов Японии.

## Галерея

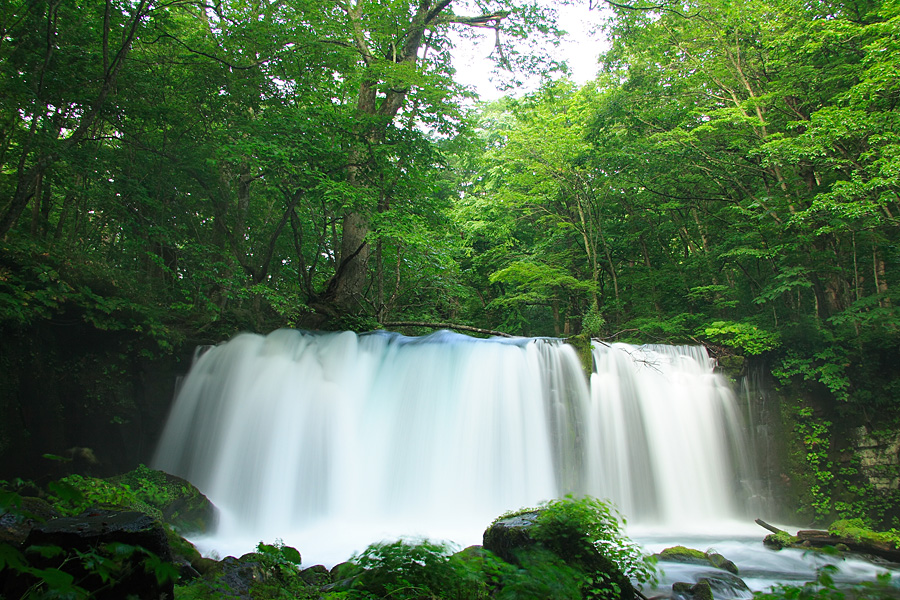
Водопад Тёси
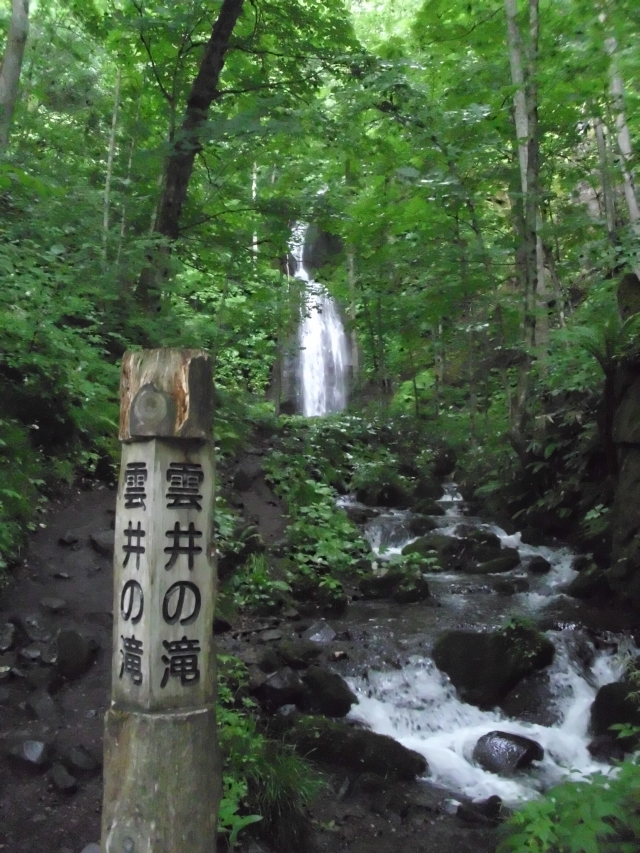
Водопад Кумой
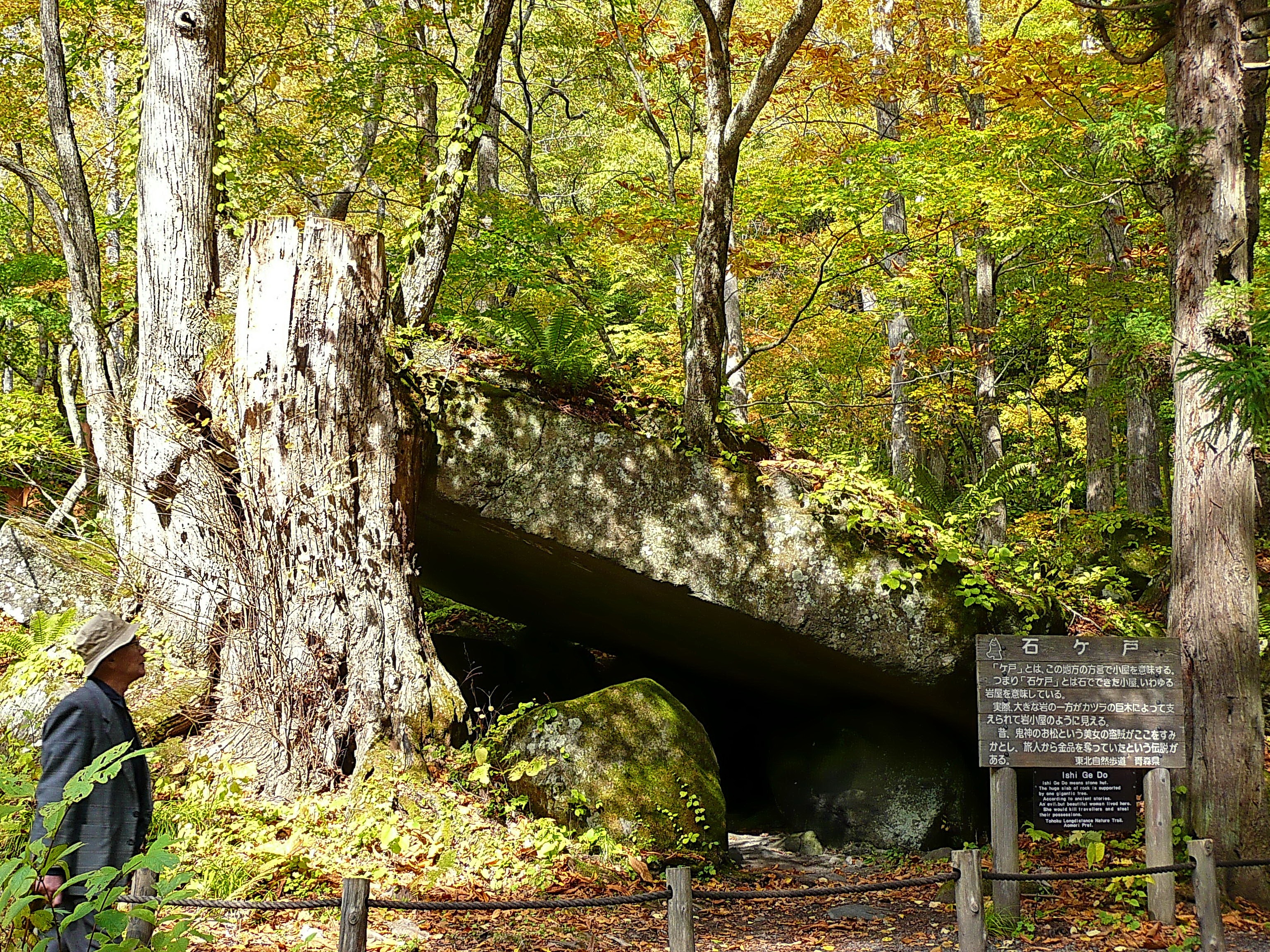
Скальная пещера на реке Оирасе
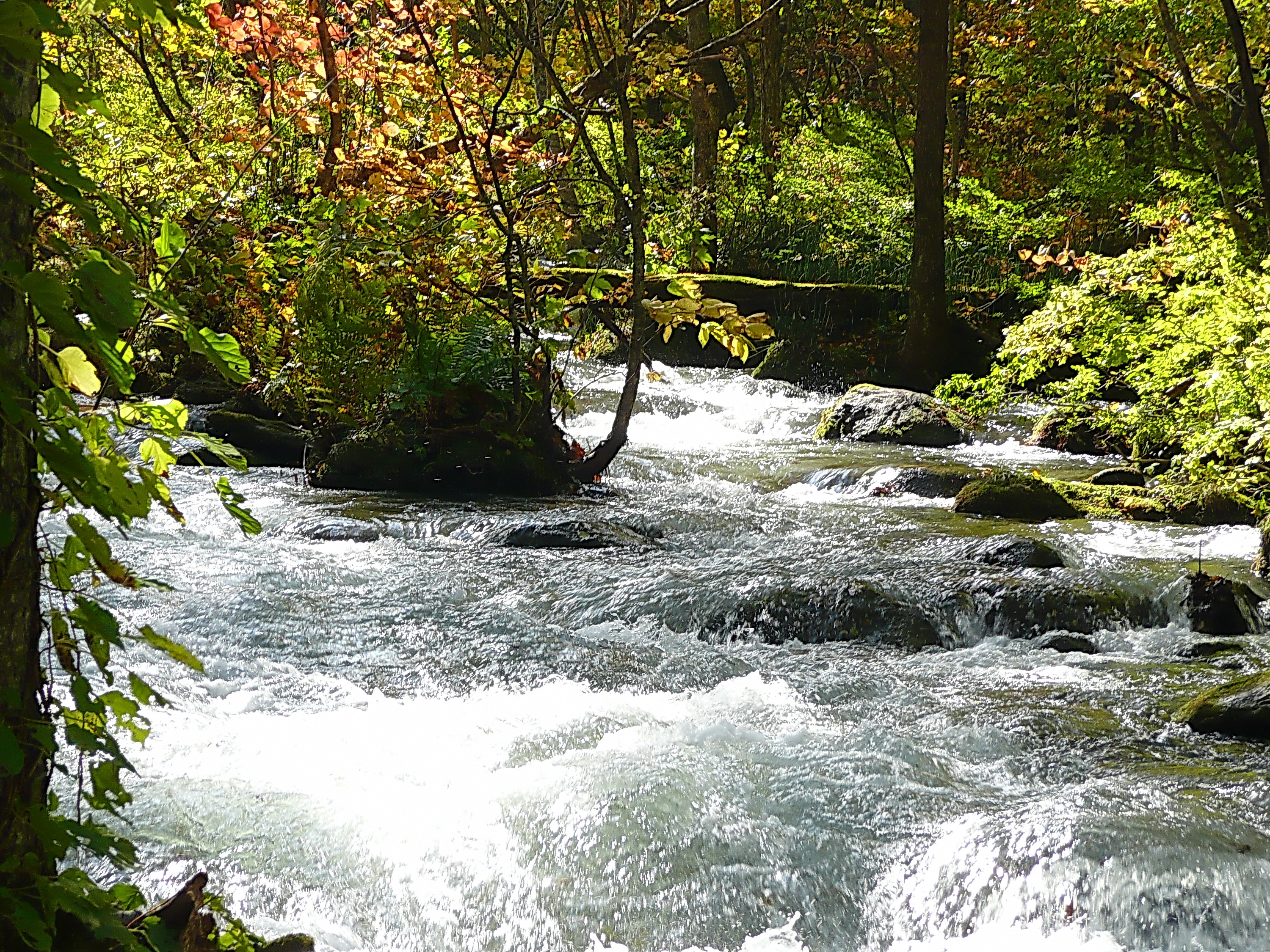
Река Оирасе